# Pável Medvédev
Pável Nikoláyevich Medvédev (en ruso: Павел Николаевич Медведев, 4 de enero de 1892 en San Petersburgo - 17 de julio de 1938 en Leningrado) fue un académico y teórico de la literatura. Fue profesor, activista social y amigo de Mijaíl Bajtín, al igual que de Borís Pasternak y de Fiódor Sologub. Medvédev tuvo varios cargos gubernamentales relacionados con la educación y prensa luego de la Revolución de 1917, y publicó artículos sobre literatura, sociología y lingüística. En la década de 1930 fue arrestado durante las purgas llevadas a cabo por el régimen de Iósif Stalin y desapareció poco después de su arresto. Fue fusilado el 17 de julio de 1938.
Uno de sus libros, El método formal en los estudios literarios, suele ser atribuido a Bajtín, su compañero de pensamiento, ya que pudo haber usado su nombre para evitar la censura. Esta idea comenzó a ser popular en la década de 1970 en Rusia, y se terminó de desarrollar en la biografía de Clark y Holquist sobre Bajtín, publicada en 1984. Otra hipótesis es que la obra sí fue escrita por Medvedev, pero con influencias de las ideas de Bajtín.